# Floriano Finamore
Floriano Finamore (ur. 13 stycznia 1954 w Rzymie) – włoski kolarz torowy, brązowy medalista mistrzostw świata.

## Kariera
Największy sukces w karierze Floriano Finamore osiągnął w 1980 roku, kiedy wspólnie z Giorgio Rossim zdobył brązowy medal w wyścigu tandemów podczas mistrzostw świata w Besançon. W zawodach tych Włosi zostali wyprzedzeni jedynie przez reprezentantów Czechosłowacji Ivana Kučírka i Pavla Martínka oraz Francuzów Yvona Cloareca i Francka Dépine'a. Był to jedyny medal wywalczony przez Finamore na międzynarodowej imprezie tej rangi. Nigdy nie wystartował na igrzyskach olimpijskich.